# Championnat d'Angleterre de football 1958-1959
Navigation
Édition précédente Édition suivante
La 60e édition du championnat d'Angleterre de football, qui a débuté le 23 août 1958 et s’est terminé le 4 mai 1959, est remportée par Wolverhampton Wanderers. Le club de Wolverhampton finit six points devant Manchester United, conserve son titre et gagne son troisième titre de champion d'Angleterre.
Wolverhampton se qualifie pour la coupe des clubs champions en tant que champion d'Angleterre. Nottingham Forest remporte la Coupe d'Angleterre.
Le système de promotion/relégation reste en place : descente et montée automatique, sans matchs de barrage pour les deux derniers de première division et les deux premiers de deuxième division. À la fin de la saison, Aston Villa détenant seul avec 58 saisons le record de saisons en Premier League et Portsmouth sont relégués en deuxième division. Ils sont remplacés la saison suivante par Sheffield Wednesday et Fulham.
Le meilleur buteur de la saison est, avec 33 buts, Jimmy Greaves, attaquant anglais de Chelsea FC.

## Les clubs de l'édition 1958-1959
| Club                                  | Ville         |
| ------------------------------------- | ------------- |
| Arsenal Football Club                 | Londres       |
| Aston Villa Football Club             | Birmingham    |
| Birmingham City Football Club         | Birmingham    |
| Blackburn Rovers Football Club        | Blackburn     |
| Blackpool Football Club               | Blackpool     |
| Bolton Wanderers Football Club        | Bolton        |
| Burnley Football Club                 | Burnley       |
| Chelsea Football Club                 | Londres       |
| Everton Football Club                 | Liverpool     |
| Leeds United Football Club            | Leeds         |
| Leicester City Football Club          | Leicester     |
| Luton Town Football Club              | Luton         |
| Manchester City Football Club         | Manchester    |
| Manchester United Football Club       | Manchester    |
| Newcastle United Football Club        | Newcastle     |
| Nottingham Forest Football Club       | Nottingham    |
| Portsmouth Football Club              | Portsmouth    |
| Preston North End Football Club       | Preston       |
| Tottenham Hotspur Football Club       | Londres       |
| West Bromwich Albion Football Club    | West Bromwich |
| West Ham United Football Club         | Londres       |
| Wolverhampton Wanderers Football Club | Wolverhampton |

## Classement
| Rang | Équipe                  | Pts | J  | G  | N  | P  | Bp  | Bc  | Diff |
| ---- | ----------------------- | --- | -- | -- | -- | -- | --- | --- | ---- |
| 1    | Wolverhampton Wanderers | 61  | 42 | 28 | 5  | 9  | 110 | 49  | +61  |
| 2    | Manchester United       | 55  | 42 | 24 | 7  | 11 | 103 | 66  | +37  |
| 3    | Arsenal                 | 50  | 42 | 21 | 8  | 13 | 88  | 68  | +20  |
| 4    | Bolton Wanderers        | 50  | 42 | 20 | 10 | 12 | 79  | 66  | +13  |
| 5    | West Bromwich Albion    | 49  | 42 | 18 | 13 | 11 | 88  | 68  | +20  |
| 6    | West Ham United         | 48  | 42 | 21 | 6  | 15 | 85  | 70  | +15  |
| 7    | Burnley                 | 48  | 42 | 19 | 10 | 13 | 81  | 70  | +11  |
| 8    | Blackpool               | 47  | 42 | 18 | 11 | 13 | 66  | 49  | +17  |
| 9    | Birmingham City         | 46  | 42 | 20 | 6  | 16 | 84  | 68  | +16  |
| 10   | Blackburn Rovers        | 44  | 42 | 17 | 10 | 15 | 76  | 70  | +6   |
| 11   | Newcastle United        | 41  | 42 | 17 | 7  | 18 | 80  | 80  | 0    |
| 12   | Preston North End       | 41  | 42 | 17 | 7  | 18 | 70  | 77  | -7   |
| 13   | Nottingham Forest       | 40  | 42 | 17 | 6  | 19 | 71  | 74  | -3   |
| 14   | Chelsea                 | 40  | 42 | 18 | 4  | 20 | 77  | 98  | -21  |
| 15   | Leeds United            | 39  | 42 | 15 | 9  | 18 | 57  | 74  | -17  |
| 16   | Everton                 | 38  | 42 | 17 | 4  | 21 | 71  | 87  | -16  |
| 17   | Luton Town              | 37  | 42 | 12 | 13 | 17 | 68  | 71  | -3   |
| 18   | Tottenham Hotspur       | 36  | 42 | 13 | 10 | 19 | 85  | 95  | -10  |
| 19   | Leicester City          | 32  | 42 | 11 | 10 | 21 | 67  | 98  | -31  |
| 20   | Manchester City         | 31  | 42 | 11 | 9  | 22 | 64  | 95  | -31  |
| 21   | Aston Villa             | 30  | 42 | 11 | 8  | 23 | 58  | 87  | -29  |
| 22   | Portsmouth              | 21  | 42 | 6  | 9  | 27 | 64  | 112 | -48  |

|  | Champion d'Angleterre |
|  | Relégation            |

## Affluences
| #  | Club                    | Stade            | Affluence moyenne sur la saison | Variation |
| -- | ----------------------- | ---------------- | ------------------------------- | --------- |
| 1  | Manchester United       | Old Trafford     | 53 258                          | + 15,6 %  |
| 2  | Arsenal                 | Highbury         | 45 227                          | + 13,5 %  |
| 3  | Chelsea                 | Stamford Bridge  | 40 857                          | + 6,3 %   |
| 4  | Tottenham Hotspur       | White Hart Lane  | 40 453                          | - 5,8 %   |
| 5  | Newcastle United        | St James' Park   | 39 458                          | + 8,9 %   |
| 6  | Everton                 | Goodison Park    | 39 171                          | =         |
| 7  | Wolverhampton Wanderers | Molineux Stadium | 38 439                          | + 3 %     |
| 8  | Aston Villa             | Villa Park       | 33 880                          | + 17,5 %  |
| 9  | Manchester City         | Maine Road       | 32 568                          | - 0,6 %   |
| 10 | West Bromwich Albion    | The Hawthorns    | 31 398                          | - 3,1 %   |
| 11 | Blackburn Rovers        | Ewood Park       | 30 544                          | D2        |
| 12 | Nottingham Forest       | City Ground      | 28 717                          | - 8,3 %   |
| 13 | West Ham United         | Upton Park       | 28 368                          | D2        |
| 14 | Leicester City          | Filbert Street   | 27 860                          | - 11,2 %  |
| 15 | Bolton Wanderers        | Burnden Park     | 27 659                          | + 25,6 %  |
| 16 | Birmingham City         | St Andrew's      | 26 686                          | - 9,7 %   |
| 17 | Leeds United            | Elland Road      | 24 905                          | - 0,1 %   |
| 18 | Portsmouth              | Fratton Park     | 24 016                          | - 15,7 %  |
| 19 | Burnley                 | Turf Moor        | 23 733                          | + 6,7 %   |
| 20 | Preston North End       | Deepdale         | 22 435                          | - 10,3 %  |
| 21 | Blackpool               | Bloomfield Road  | 20 860                          | - 2,6 %   |
| 22 | Luton Town              | Kenilworth Road  | 19 872                          | + 7,9 %   |

## Bilan de la saison
| Tableau d'Honneur                    |                         |
| Compétition                          | Vainqueur               |
| Championnat d'Angleterre de football | Wolverhampton Wanderers |
| Coupe d'Angleterre de football       | Nottingham Forest       |
| Charity Shield                       | Bolton Wanderers        |

| Promotions et relégations |                            |
| Promus                    | Sheffield Wednesday Fulham |
| Relégués                  | Aston Villa Portsmouth FC  |

## Meilleur buteur
Avec 33 buts, Jimmy Greaves, attaquant anglais qui joue à Chelsea, remporte son premier titre de meilleur buteur du championnat.